# Women Cycling Team
Women Cycling Team (ook wel bekend als Cronos–Casa Dorada Women Cycling) is een Spaanse voormalige wielerploeg voor vrouwen.

## Geschiedenis
De ploeg werd eind 2019 opgericht om tijdens het wielerseizoen van 2020 van start te gaan onder de naam Casa Dorada. Echter de ploeg ontving geen licentie als continentale vrouwenploeg. In juli 2020 kreeg de ploeg alsnog een UCI-licentie, onder de naam Casa Dorada, met Cronos als co-sponsor. In 2021 werd de ploeg al opgeheven. In de twee seizoenen dat het deel uitmaakte van het peloton boekte de ploeg geen professionele overwinningen.

### Bekende oud-rensters
- Sandra Alonso (2020)
- Ántri Christofórou (2021)
- Tereza Neumanová (2021)
- Nicole Hanselmann (2021)
- Małgorzata Jasińska (2020-2021)
- Rachel Neylan (2020-2021)

- Asja Paladin (2020)
- Nadia Quagliotto (2020)
- Josie Talbot (2020-2021)
- Margaux Vigie (2020)
- Alessia Vigilia (2020-2021)